# Lasting
Grupul LASTING include diviziile de business: "LASTING System", "LASTING Software", "Sphinx IT".
Nucleul grupului, actualmente denumit Lasting System, este o companie de IT din România, înființată în anul 1995, cu sediul la Timișoara. Compania activează ca distribuitor cu valoare adăugată B2B de componente IT, soluții infrastructură enterprise și servicii conexe acestora. 
Lasting System este considerat unul dintre cei mai mari jucători de pe piața de distribuție IT&C.
Competitorii Lasting pe piața din România la nivelul anului 2009 erau:
- pe businessul de distribuție IT&C: Asesoft Distribuție, Scop Computers și Tornado Sistems
- pe partea de integrare de sisteme: Ness România, S&T, Romsys și Ascenta

Număr de angajați în 2009: 150
Cifra de afaceri la nivelul anului 2008 - estimată la 30 milioane Euro.
Divizia Lasting Software a avut o cifră de afaceri de 0,6 milioane euro în anul 2007, activitatea acesteia fiind implementarea a soluției Unitel și outsourcing.